# Marionia
Genre
Marionia est un genre de mollusques nudibranches de la famille Tritoniidae.

## Liste d'espèces
Selon World Register of Marine Species (4 mars 2016) :
- Marionia arborescens Bergh, 1890
- Marionia bathycarolinensis V. G. Smith & Gosliner, 2005
- Marionia blainvillea (Risso, 1818)
- Marionia cucullata (Couthouy, 1852)
- Marionia dakini (O'Donoghue, 1924)
- Marionia distincta Bergh, 1905
- Marionia echinomuriceae Jensen, 1994
- Marionia elongoreticulata V. G. Smith & Gosliner, 2007
- Marionia elongoviridis V. G. Smith & Gosliner, 2007
- Marionia hawaiiensis (Pease, 1860)
- Marionia kinoi Angulo-Campillo & Bertsch, 2013
- Marionia levis Eliot, 1904
- Marionia limceana Silva, de Meirelles & Matthews-Cascon, 2013
- Marionia olivacea Baba, 1937
- Marionia platyctenea (Willan, 1988)
- Marionia pustulosa Odhner, 1936
- Marionia semperi Jensen, 1994
- Marionia tedi Ev. Marcus, 1983
- Marionia viridescens Eliot, 1904
- Marionia viridescens Eliot, 1904

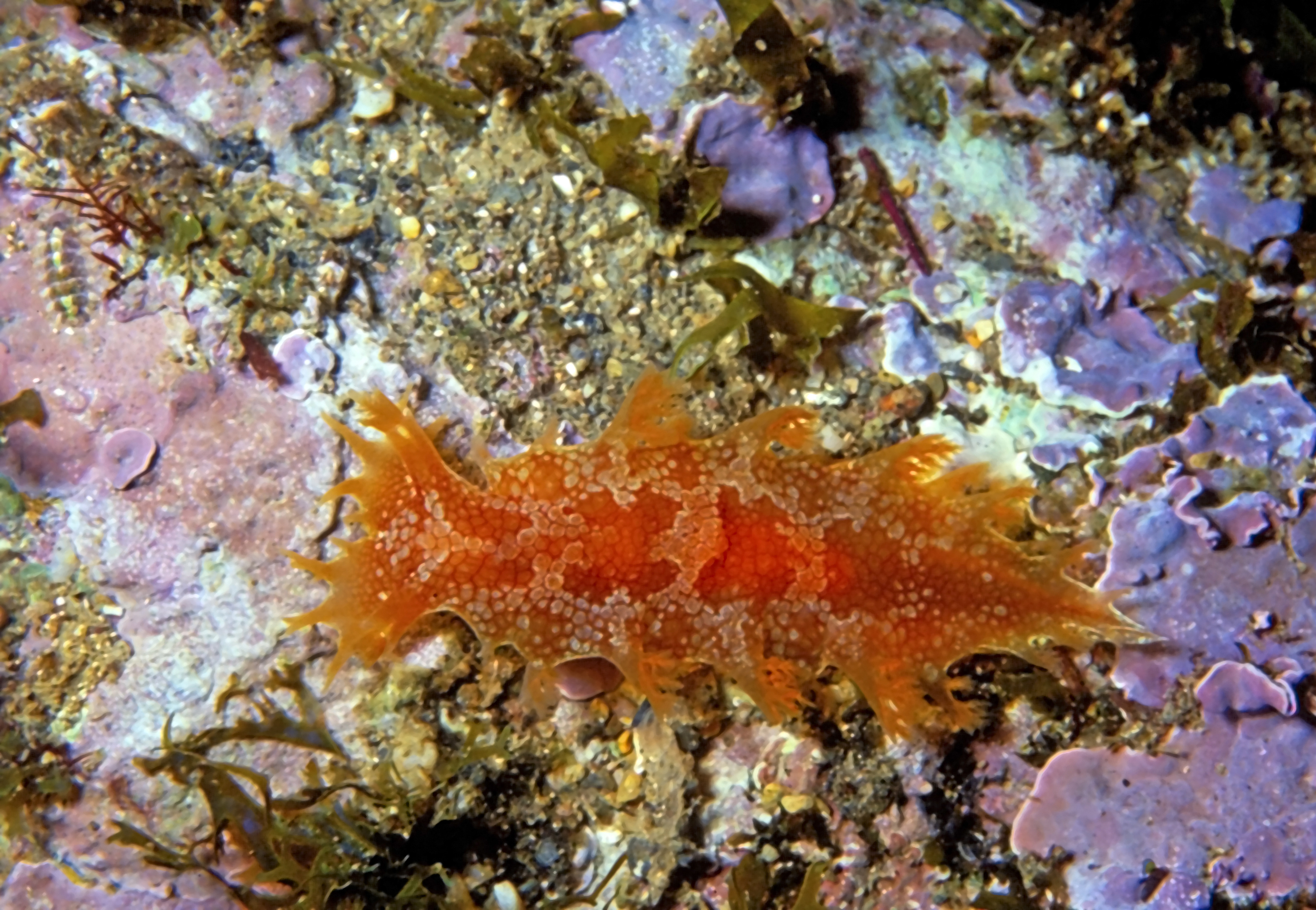
Marionia blainvillea
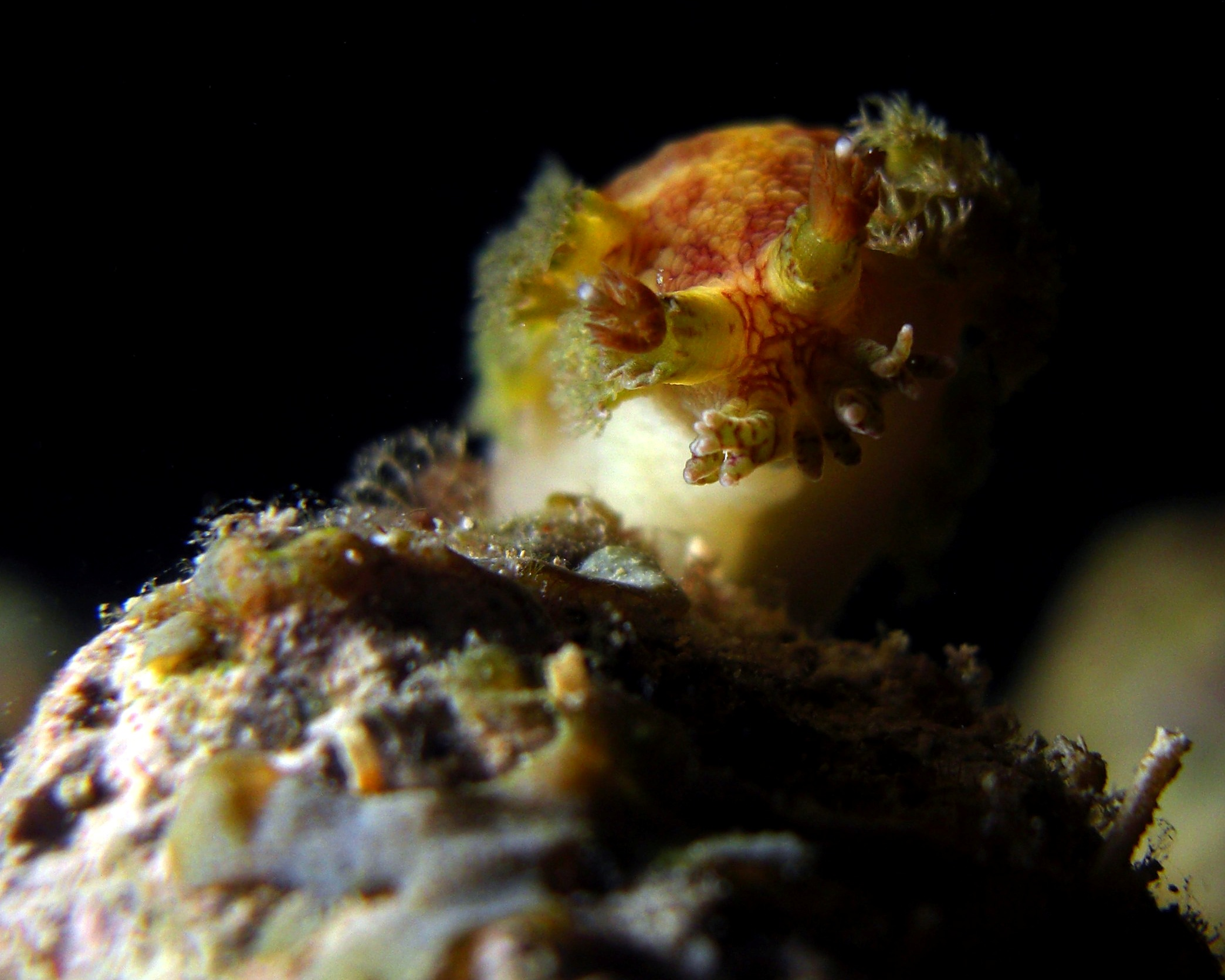
Marionia elongoreticulata
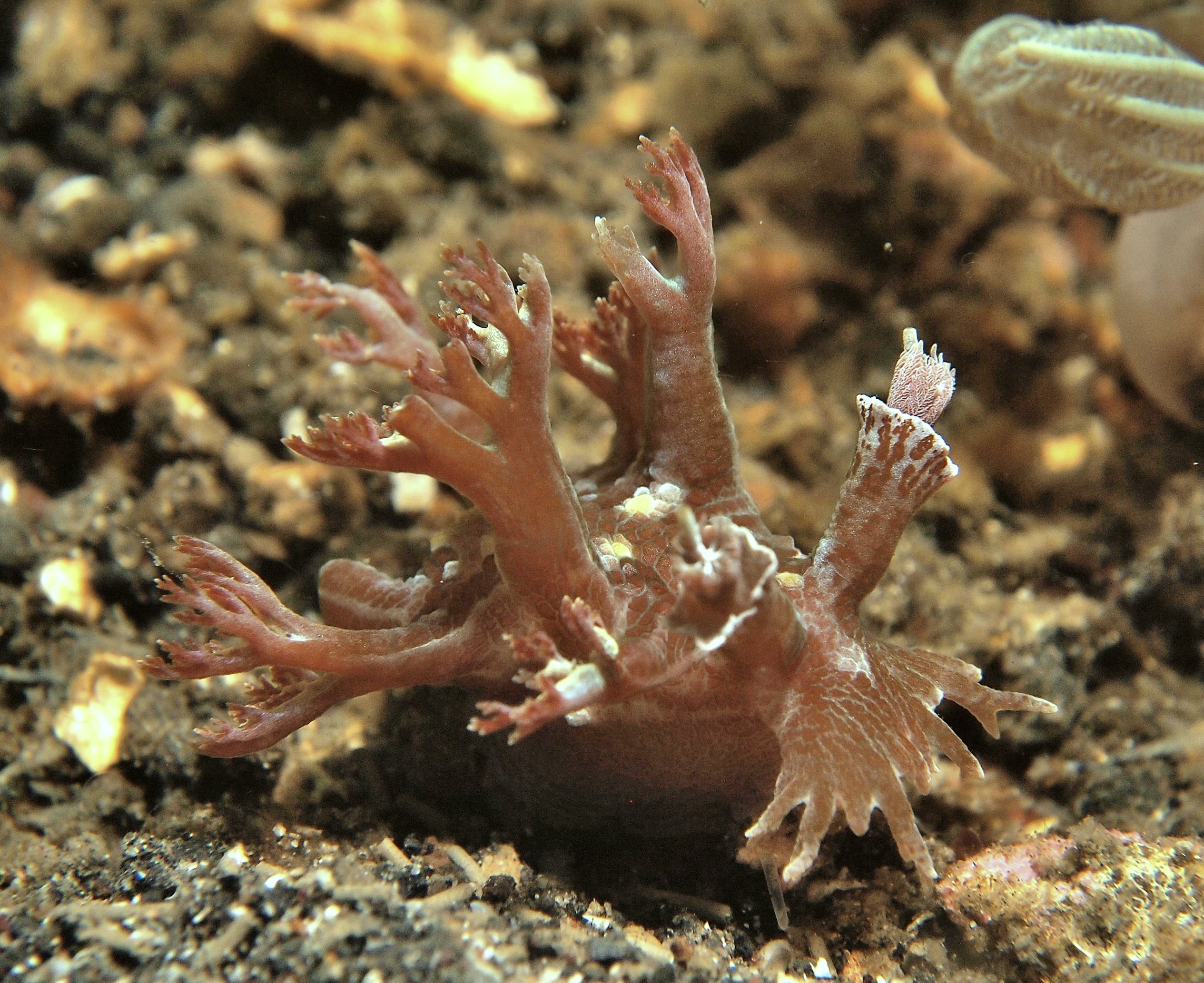
Marionia arborescens

Espèces synonymes
- Marionia affinis Bergh, 1883 : synonyme de Marionia blainvillea (Risso, 1818).
- Marionia berghi Vayssière, 1879 : synonyme de Marionia blainvillea (Risso, 1818).
- Marionia occidentalis Bergh, 1884 : synonyme de Marionia cucullata (Couthouy, 1852).
- Marionia tethydea [sic] : synonyme de Marionia blainvillea (Risso, 1818).